# Motonobu Ogino
Motonobu Ogino (japanisch 荻野 元伸 Ogino Motonobu; * 27. Juni 2002 in der Präfektur Kyōto) ist ein japanischer Fußballspieler.

## Karriere

### Verein
Ogino erlernte das Fußballspielen in den Jugendmannschaften vom Kyoto Rhino 2001 FC und Gamba Osaka. Die U23-Mannschaft von Gamba spielte in der dritten japanischen Liga, der J3 League. 2020 absolvierte er als Jugendspieler 15 Drittligaspiele für Gamba.